# Bobby Gillespie
Bobby Gillespie, pseudonimo di Robert Gillespie (Glasgow, 22 giugno 1962), è un musicista e cantante britannico.
È cantante e compositore dei Primal Scream. È stato batterista nei Jesus and Mary Chain e bassista nei The Wake.

## Biografia
Nato e cresciuto a Mount Florida, distretto di Glasgow, frequenta la Kings Park Secondary School. Il padre è Bob Gillespie, ex membro del SOGAT, sindacato di poligrafici e cartai, e candidato laburista alle elezioni di Govan del 1988.
Conosce la fama come batterista dei Jesus and Mary Chain. Già roadie degli Altered Images e bassista dei The Wake, Gillespie è amico del bassista dei Jesus and Mary Chain Douglas Hart, che gli chiede di entrare a far parte del gruppo in sostituzione del batterista originario, il quale aveva lasciato la band dopo la pubblicazione del disco d'esordio, nel 1984. Il suo stile come batterista è minimalista e ispirato alla batterista dei Velvet Underground Moe Tucker: Bob suona in piedi e con una strumentazione ridotta ai minimi termini.
Gillespie suona la batteria per il disco Psychocandy, pubblicato nel 1985 e divenuto un successo di critica e di pubblico. In quel momento ha già pubblicato un singolo con la sua band, i Primal Scream, ma il brano passa in sordina, non riscuotendo particolare acclamazione di pubblico o critica. Continua a coniugare il lavoro per i Mary Chain con quello per i Primal Scream, il gruppo che ha fondato con Jim Beattie nel 1982. Nel 1986 Gillespie suona per l'ultima volta con i Jesus and Mary Chain e decide di dedicarsi completamente ai Primal Scream.
Nel 1985 la band è scritturata dalla Creation Records e pubblica un paio di singoli. Nel 1986, con l'abbandono di Gillespie ai Mary Chain e l'ingresso in pianta stabile di Andrew Innes e Robert Young, i Primal Scream danno una svolta alla propria carriera.

## Discografia

### Album in studio
- 2021 – Utopian Ashes (con Jehnny Beth)